# Rhodopis vesper atacamensis
El colibrí del Atacama (Rhodopis vesper atacamensis), también llamado picaflor de Atacama, es una de las subespecies en que se divide la especie Rhodopis vesper, única integrante del género monotípico: Rhodopis, de la familia Trochilidae. Esta ave se distribuye en la costa pacífica del centro-oeste de América del Sur.

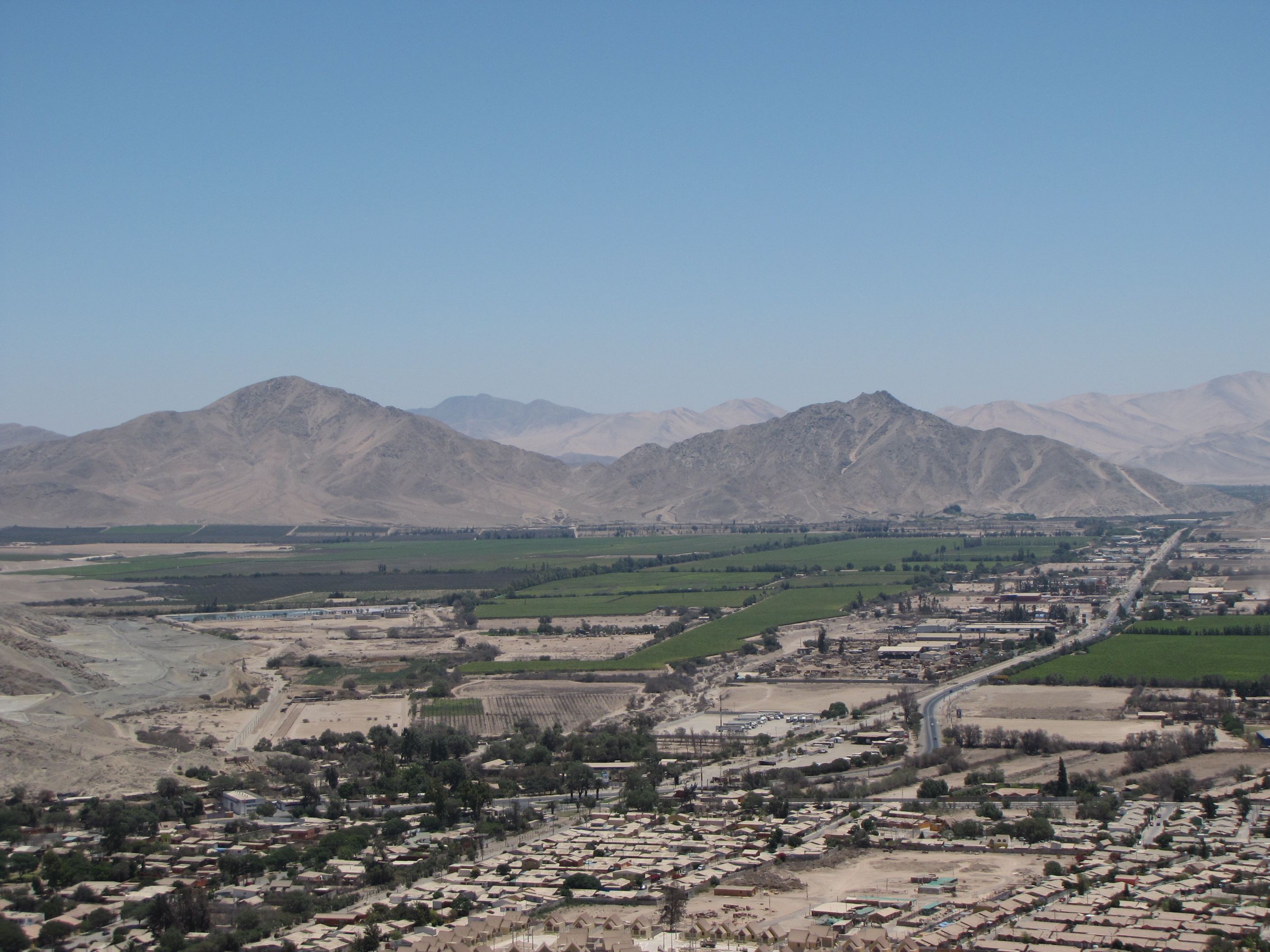
El valle del río Copiapó; el hábitat de esta subespecie.

## Costumbres
El hábitat de este colibrí son los matorrales secos, subtropicales o tropicales; matorrales húmedos, subtropicales o tropicales, y matorrales de altitud, subtropicales o tropicales.

## Taxonomía
Esta subespecie fue descrita originalmente por el naturalista y botánico alemán Friedrich Leybold en 1869, bajo el nombre científico de: Trochilus atacamensis. Su localidad tipo es: «Quinta de Sápulen, Copiapó, Chile».    
Rhodopis vesper atacamensis se diferencia de Rhodopis vesper vesper por su tamaño algo menor, 12 cm versus 13 a 14 cm.

### Distribución
Esta subespecie es endémica de Chile. Se distribuye por una franja de 100 a 200 km de ancho, que se extiende a lo largo de la costa del océano Pacífico en el centro-norte de Chile, mayormente en la mitad norte de la Región de Atacama, en las localidades de Caldera, caleta Barquito, y en el valle del río Copiapó. Más hacia el sur, presenta varios registros, incluso nidificando, en la Región de Coquimbo, en Coquimbo y La Serena. Más hacia el norte de la distribución de este taxón, partiendo desde la ciudad de Calama, en la Provincia de El Loa Región de Antofagasta hacia el norte, se presenta la subespecie Rhodopis vesper vesper, disjunta de la anterior, separadas entre sí por un hiato de costa chilena sin la presencia de integrantes de la especie.